# American Lesion
American Lesion es el primer álbum como solista de Greg Graffin, el líder y vocalista de la banda de punk, Bad Religion. Como el álbum Into the Unknown, es una completa desviación de sonido para Graffin, cuyas canciones generalmente implican fuertes guitarras y armonías. American Lesion en su mayor parte presenta la voz de Graffin sola, y cada canción está basada alrededor de una guitarra acústica o piano en vez de guitarras eléctricas. La canción "Cease" (número 6 en el álbum) una balada en el piano que también se encuentra en el álbum de Bad Religion, The Gray Race como una rápida canción de punk-rock.
El contenido lírico también puede ser visto como una desviación para Graffin. En la mayoría de las canciones de Bad Religion, él trata temas como la globalización o la contaminación mundial. Las canciones en American Lesion son mucho más personales; las canciones fueron aparentemente escritas durante la disolución de su matrimonio, haciendo el álbum muy sentimental. El segundo álbum como solista de Graffin, Cold as the Clay fue lanzado en el 10 de julio de 2006.

## Lista de canciones
Todas las canciones son interpretadas por Greg Graffin, a excepción de las baterías.
1. "Opinion" – 3:12
2. "Fate's Cruel Hand" – 4:43
3. "Predicament" – 3:11
4. "The Fault Line" – 3:03
5. "When I Fail" – 3:36
6. "Cease" – 4:32
7. "Maybe She Will" – 4:27
8. "The Elements" – 3:47
9. "In the Mirror" – 2:41
10. "Back to Earth" – 4:08

- Datos: Q654499